# Концедайлов, Арсений Владимирович
Арсений Владимирович Концедайлов (род. 15 июля 1997, Калининград) — российский футболист, полузащитник.

## Карьера

### «Минск»
Воспитанник футбольной академии белорусского «Минска». Первым тренером футболиста был Александр Сергеевич Михайлов. В 2015 году футболист в составе юношеской команды клуба до 19 лет отправился выступать в юношеской лиге УЕФА. В 2017 году футболист стал подтягиваться к играм с основной командой клуба. Дебютировал за клуб 5 июля 2017 года в матче Кубка Белоруссии против пинской «Волны», выйдя на замену на 81 минуте. Больше за сезон футболист на поле не вышел.
Новый сезон футболист начинал как игрок скамейки запасных. Дебютный матч в рамках белорусского чемпионата сыграл 30 июня 2018 года против гродненского «Немана», выйдя на замену на 88 минуте. Первым результативным действием за клуб отличился 27 июля 2018 года в матче Кубка Белоруссии против «Лиды», отдав голевую передачу. На протяжении всего сезона футболист оставался в клубе игроком скамейки запасных, выходя на поле в концовках основного времени матча.

### «Энергетик-БГУ»
В начале 2019 года футболист стал игроком клуба «Ошмяны-БГУФК», вместе с которым стал выступать во Второй лиге. В начале августа 2019 года футболист стал игроком столичного «Энергетика-БГУ». Дебютировал за клуб 3 августа 2019 года в матче Кубка Белоруссии против «Ислочи». Первый матч в чемпионате футболист сыграл 16 августа 2019 года против «Гомеля», выйдя на замену на 44 минуте, а позже получил прямое удаление с поля. Первым результативным действием за клуб футболист отличился 15 сентября 2019 года в матче против мозырской «Славии», отдав голевую передачу. Дебютный гол за клуб забил 27 сентября 2019 года в матче против «Минска». В феврале 2020 года футболист покинул клуб, расторгнув контракт.

### «Ошмяны-БГУФК»
В феврале 2020 года тренировался в составе клуба «Андердог». Позже футболист вернулся в «Ошмяны-БГУФК», который по итогу прошлого сезона поднялся в Первую лигу. Первый матч за клуб в сезоне сыграл 18 апреля 2020 года против дзержинского «Арсенала», выйдя на поле в стартовом составе и отличившись первым забитым голом. В матче 27 июня 2020 года против светлогорского «Химика» футболист отличился забитым дублем. На протяжении всего сезона футболист был в клубе одним из ключевых игроков, отличившись 6 забитыми голами и 2 результативными передачами.

### «Спутник» Речица
В феврале 2021 года футболист перешёл в речицкий «Спутник». Дебютировал за клуб 14 марта 2021 года в матче против брестского «Динамо», выйдя на замену на 57 минуте. Первым результативным действием за клуб футболист отличился 19 мая 2021 года в матче против борисовского БАТЭ, отдав голевую передачу. Дебютный гол за клуб футболист забил 29 мая 2021 года в матче против гродненского «Немана». За первую половину сезона футболист успел отличиться за клуб 3 забитыми голами и 2 результативными передачами.

### «Слуцк»
В июле 2021 года футболист перешёл в «Слуцк», подписав контракт до конца сезона. Дебютировал за клуб 16 июля 2021 года в матче против борисовского БАТЭ, выйдя на поле в стартовом составе. Первым результативным действием за клуб футболист отличился 14 августа 2021 года в матче против жодинского «Торпедо-БелАЗ», отдав голевую передачу. Дебютным забитым голом футболист отличился 23 октября 2021 года в матче против «Сморгони». По итогу сезона футболист отличился за клуб забитым голом и 4 результативными передачами.
В январе 2022 года футболист продлил контракт с клубом. Первый матч в новом сезоне футболист сыграл 19 марта 2022 года против «Ислочи», выйдя на поле в стартовом составе и отличившись первой результативной передачей. Первым в сезоне забитым голом футболист отличился 9 апреля 2022 года в матче против «Энергетика-БГУ». В матче 27 мая 2022 года против «Гомеля» отличился забитым дублем. На протяжении сезона футболист выступал за клуб в роли одного из ключевых игроков, отличившись 5 забитыми голами и 2 результативными передачами. В январе 2023 года покинул клуб расторгнув контракт по соглашению сторон.

### «Динамо-Брест»
В январе 2023 года присоединился к брестскому «Динамо». Дебютировал за клуб 18 марта 2023 года в матче против жодинского «Торпедо-БелАЗ», выйдя на замену на 62 минуте. Первым результативным действием за клуб футболист отличился 9 июня 2023 года в матче против минского «Динамо», отдав голевую передачу. На протяжении первой половины сезона футболист регулярно играл в основной команде брестского клуба преимущественно выходя на поле со скамейки запасных. В августе 2023 года футболист покинул брестский клуб.

### «Арсенал» Дзержинск
В августе 2023 года футболист перешёл в дзержинский «Арсенал». Дебютировал за клуб 12 августа 2023 года в матче против петриковского «Шахтёра», выйдя на поле в стартовом составе и отличившись дебютным забитым голом. Футболист быстро смог закрепиться в основной команде дзержинского клуба, отличавшись результативным действием почти в каждом матче. По итогу сезона футболист досрочно стал победителем чемпионата. Сам же футболист стал лучшим ассистентом клуба и вторым в рамках чемпионата, отдав 14 результативных передач, также отличившись 4 забитыми голами.
В феврале 2024 года футболист стал игроком белорусского медийного клуба «DMedia».

## Достижения
«Арсенал» Дзержинск
- Победитель Первой лиги: 2023